# Magdalena Contreras
Pour les articles homonymes, voir Contreras.
Magdalena Contreras est l'une des seize divisions territoriales (demarcaciones territoriales) de Mexico au Mexique. Son siège est Pueblo Magdalena Contreras.

## Géographie

### Situation
Magdalena Contreras s'étend sur 63,6 km2 dans le sud-ouest de la ville. Elle est limitrophe des divisions Álvaro Obregón au nord et à l'ouest, et Tlalpan à l'est et au sud, ainsi que de l'État de Mexico au sud-ouest.

## Histoire
C'est sur son territoire qu'en 1847, s'est déroulée la bataille de Contreras durant la guerre américano-mexicaine.